# Bill Lochead
William Alexander „Bill“ Lochead (* 13. Oktober 1954 in Forest, Ontario) ist ein ehemaliger kanadischer Eishockeyspieler und -trainer. Der Flügelstürmer absolvierte im Verlauf seiner Karriere unter anderem 340 Spiele für die Detroit Red Wings, Colorado Rockies und New York Rangers in der National Hockey League (NHL) sowie 162 Partien für den Kölner EC, ESV Kaufbeuren, VfL Bad Nauheim und Mannheimer ERC in der Bundesliga. Als Trainer war er ausschließlich in Deutschland aktiv, darunter bei den Ratinger Löwen und Kassel Huskies in der Deutschen Eishockey Liga (DEL). Lochead ist als Spielerberater tätig.

## Karriere
Bill Lochead begann seine Karriere im Jahr 1971 in der Juniorenliga der Ontario Hockey Association (OHA) bei den Oshawa Generals. Nachdem er in seiner ersten Saison aufgrund von Verletzungen viele Spiele verpasst hatte, wurde er in den darauffolgenden beiden Jahren aufgrund guter Leistungen jeweils in ein All-Star-Team der Liga gewählt. Beim NHL Amateur Draft 1974 wurde er von den Detroit Red Wings bereits in der ersten Runde ausgewählt.
Das Team aus der National Hockey League (NHL) nahm ihn zur Saison 1974/75 unter Vertrag. Als Rookie schoss er 16 Tore. In den folgenden Spielzeiten konnte er seine Leistung verbessern und etablierte sich bis auf kurze Phasen bei den New Haven Nighthawks in der American Hockey League (AHL) und den Kansas City Blues in der Central Hockey League (CHL) als Stammspieler bei den Red Wings. In der Spielzeit 1977/78 führte seine Treffer im entscheidenden Spiel gegen die Atlanta Flames dafür, dass Detroit zum ersten Mal nach zwölf Jahren wieder eine Playoff-Serie gewann. In der Saison 1978/79 konnte er seine Leistungen aus den Vorjahren nach einer zwei Monate andauernden Verletzungspause nicht mehr abrufen. Deswegen setzten ihn die Red Wings auf die Waiver Liste. Von dort wurde er von den Colorado Rockies verpflichtet. Dort absolvierte er die restlichen 26 Spiele der Saison und wurde dann im Austausch mit Hardy Åström zu den New York Rangers transferiert. Bei den Rangers absolvierte er sieben NHL-Spiele, wurde aber hauptsächlich beim AHL-Farmteam New Haven Nighthawks eingesetzt. Am Ende der Saison 1979/80 wurde er ins AHL First All-Star-Team gewählt.
Zu Beginn der Saison 1980/81 verpflichteten ihn die Kölner Haie. Nach 17 Partien wurde er zum ESV Kaufbeuren transferiert. Er beendete die Spielzeit mit 43 Toren in 39 Spielen. In der Sommerpause ging er zum VfL Bad Nauheim. Trotz seiner 66 Tore und 34 Assists konnte sich sein Team nicht für die Playoffs qualifizieren, persönlich wurde er aber zum wertvollsten Spieler der Liga gewählt. Nach der Saison ging er zu den Adlern Mannheim, mit denen er in der Saison 1982/83 Vizemeister wurde. Nach einem kurzen Gastspiel beim EHC Chur kehrte er im Jahr 1984 nach Bad Nauheim zurück. Beim Wiener EV und dem EV Regensburg ließ er seine Karriere ausklingen.

### Trainerlaufbahn
Nach seinem Karriereende entschloss sich Lochead als Trainer zu arbeiten. Im Dezember 1987 wurde er vom Zweitligisten ESC Wolfsburg unter Vertrag genommen, für den er bis 1989 tätig war. Anschließend nahm er ein Angebot aus der kanadischen Automobilindustrie an, kehrte aber im Jahr 1991 auf die Eishockeybühne zurück. Er trainierte den EHC Olten und EHC Zuchwil Regio, bevor er in der Saison 1993/94 den ECD Sauerland übernahm. Ab 1995 war er in der Deutschen Eishockey Liga (DEL) tätig. Zwei Jahre lang stand er bei den Ratinger Löwen unter Vertrag, anschließend war er für eine Saison bei den Kassel Huskies tätig. In der Spielzeit 1998/99 war er an der Seite von Bernie Johnston der Co-Trainer der Frankfurt Lions. Im November 2005 sprang er nochmals als Cheftrainer des zwischenzeitlich in die Oberliga abgestiegenen EC Bad Nauheim ein, bevor er sich vollständig auf seine Tätigkeit als Spielerberater konzentrierte.

## Erfolge und Auszeichnungen
| - 1973 OHA-Jr. Second All-Star-Team - 1974 OHA-Jr. First All-Star-Team - 1980 AHL First All-Star Team - 1982 MVP in der Bundesliga | - 1982 Torschützenkönig der Bundesliga - 1986 MVP 2. Bundesliga - 1986 1. All-Star Team der 2. Bundesliga |

## Karrierestatistik
(Legende zur Spielerstatistik: Sp oder GP = absolvierte Spiele; T oder G = erzielte Tore; V oder A = erzielte Assists; Pkt oder Pts = erzielte Scorerpunkte; SM oder PIM = erhaltene Strafminuten; +/− = Plus/Minus-Bilanz; PP = erzielte Überzahltore; SH = erzielte Unterzahltore; GW = erzielte Siegtore; 1 Play-downs/Relegation; Kursiv: Statistik nicht vollständig)